# Ерарій

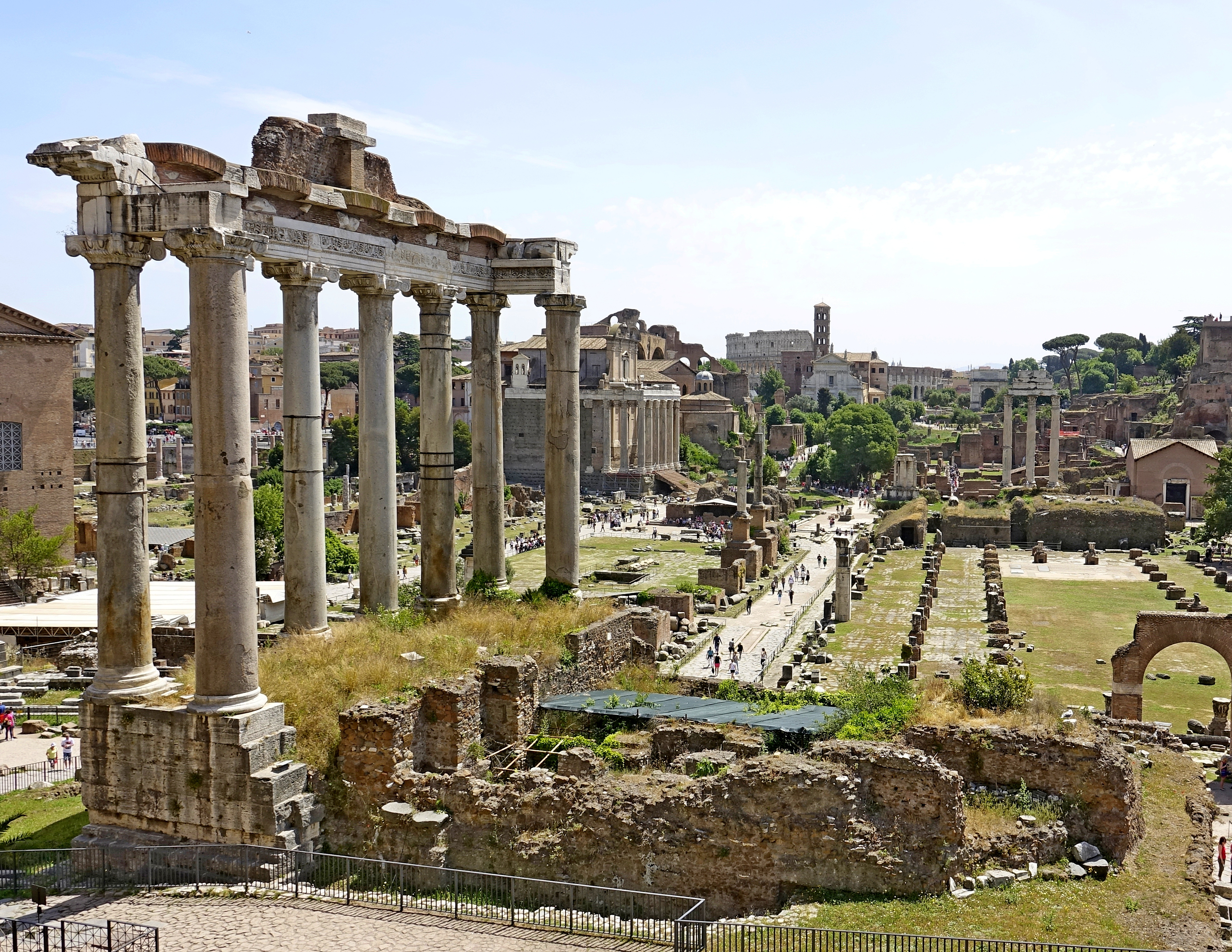

Ерарій — державна скарбниця і архів у Стародавньому Римі.
Ерарій розташовувався у Храмі Сатурна, через що часто називався Ерарій Сатурна (Aerarium Saturni). В епоху Республіки Ерарій підпорядковувався сенату, і ним управляли два квестори. При Октавіані Августі він був перепідпорядкований імператору і став частково дублюватися імператорським фіском, а його управління було довірено одному з преторів. За Нерона для управління Ерарієм була створена посада префекта Ерарія.